# Entalina subterlineata
Entalina subterlineata är en blötdjursart som först beskrevs av John Read le Brockton Tomlin 1931.  Entalina subterlineata ingår i släktet Entalina och familjen Entalinidae. Inga underarter finns listade i Catalogue of Life.